# Власть огня
«Власть огня» (англ. Reign of Fire, 2002) — американский художественный фантастический фильм Роба Боумана. Был выпущен Touchstone Pictures 12 июля 2002 года. После выхода получил в целом неоднозначные отзывы критиков и зрителей, а кассовые сборы составили 82 млн долларов при бюджете в 60 млн долларов.

## Сюжет
Лондон, начало XXI века. Во время строительства метрополитена после случайного вскрытия пещеры пробуждается самый настоящий дракон, мгновенно сжигающий огненным дыханием всех строителей. Единственный выживший — 12-летний Куинн Аберкромби, чья мать была начальником строительной бригады. Куинн со своей матерью оказались в ловушке в шахте лифта, и при высвобождении дракона из пещеры его мать была раздавлена. Вскоре летающие огнедышащие существа захватывают власть над всем миром. Следующий во время вступительных титров видеоряд показывает, что драконы, считавшиеся мифическими существами, существовали в реальности и это они уничтожили динозавров, после чего впали в спячку. Человечество пытается бороться с ними, но им не удаётся их истребить — по какой-то причине их популяция только увеличивается. В 2010 году человечество пытается бороться с драконами ядерным оружием, но это только ускоряет его конец.
К 2020 году Земля лежит в руинах, а немногие остатки человечества живут как в средневековье, отрезанные от большинства благ цивилизации. Куинн Аберкромби — лидер маленькой группы людей в Англии, которым удалось выжить. Они спасаются в небольшом замке в Нортумберленде. Их тактика — пережить драконов, не вступая с ними в прямое противостояние. Драконы постоянно атакуют, людей становится всё меньше.
В окрестностях замка появляется боевая группа американского стрелка Ван Зана, который, напротив, активно охотится за драконами и говорит, что знает, в чём они уязвимы. Драконы видят в темноте и днём, но в предзакатных сумерках зрение их подводит. Кроме того все драконы являются самками, которые размножаются от одного самца. Если его уничтожить, то их популяции в конечном итоге придёт конец. Самец, по словам Ван Зана, обосновался в Лондоне. Куинн считает, что поход в Лондон — это самоубийство, и отказывается рисковать жизнью людей ради этой затеи. Однако Ван Зан сам забирает людей и выдвигается в Лондон. Недалеко от столицы на группу нападает дракон, почти все погибают, Ван Зан и Алекс возвращаются в замок. В Лондон в итоге добираются всего трое – Ван Зан, Куинн и Алекс. Они вступают в смертельную схватку с драконом-самцом. Ван Зан становится «приманкой», на которую выманили дракона-самца, и гибнет. Куинн и Алекс уничтожают самца, выстрелив в него стрелой с прикрепленной к ней гранатой.
Проходит три месяца. Драконы постепенно гибнут. Куинн, Алекс и другие связываются по радио с группами сопротивления по всему миру.

## В ролях
| Актёр             | Роль             |
| ----------------- | ---------------- |
| Мэттью Макконахи  | Дентон Ван Зан   |
| Кристиан Бейл     | Куинн Аберкромби |
| Изабелла Скорупко | Алекс Дженсен    |
| Джерард Батлер    | Криди            |
| Элис Криге        | Карен Аберкромби |
| Александр Сиддиг  | Аджай            |

## Выход на экраны
- мировая премьера — 9 июля 2002 года
- российская премьера — 5 сентября 2002 года
- релиз на DVD — 18 декабря 2008 года

## Кассовые сборы
- В США: $43 061 982 (52,4 %)
- В других странах: $39 088 201
- В России: $575 459
- Общие сборы: $82 150 183